# Christel Rupke
Christel Rupke, verh. Schaufuhs, verw. Hüsecken, (* 7. März 1919 in Ohligs; † 16. November 1998 in Solingen) war  eine  deutsche Schwimmerin.

## Biographie
Christel Rupke wurde als Tochter des Fabrikanten Max Rupke und von dessen Frau Elise, geborene Melchior, geboren. Sie hatte ältere Brüder, durch die sie zum Schwimmen im Ohligser Freibad Tränke kam.
Im Alter von zwölf Jahren begann Christel Rupke mit dem Schwimmsport beim Ohligser SV 04. Erst im Jahr zuvor hatte sie ihre Prüfung zum Freischwimmer bestanden. Ihr erster Wettkampf war der Internationale Schwimmwettkampf 1933 in Düsseldorf, bei dem sie gegen die amtierende deutsche Meisterin Anni Stolte gewann. Nachdem sie 1934, mit 15 Jahren, Dritte der deutschen Meisterschaft über 100 Meter Rücken geworden war, errang sie 1935, 1936 in Plauen und 1937 in Halberstadt den Titel. Zudem stellte sie insgesamt vier nationale Rekorde auf, u. a. im März 1937 über 200 Meter Rücken (2:56,3 min) sowie im September desselben Jahres über 400 Meter Rücken (6:17,3 min). Sie war die erste Deutsche, die über die 200-Meter-Strecke weniger als drei Minuten benötigte, was nur knapp über dem Weltrekord lag und über mehrere Jahre unerreicht blieb.
1936 startete Rupke – als erster Sportler aus ihrer Heimatstadt – bei den Olympischen Spielen in Berlin in ihrer Meisterschafts-Disziplin, schied aber schon nach dem ersten Vorlauf aus, in dem sie Platz fünf belegte.
1938 beendete sie ihre sportliche Laufbahn. Nach dem Ende ihrer Sportlerlaufbahn heiratete Christel Rupke, die ab 1936 eine kaufmännische Lehre bei Bremshey gemacht hatte und später bei der Solinger Stadtverwaltung tätig war, noch im selben Jahr; ihr Ehemann starb im Jahr darauf. 1943 ging sie erneut eine Ehe ein, ihr zweiter Ehemann fiel als Soldat 1945 in Russland. Aus beiden Ehen gingen zusammen drei Kinder hervor.
Im August 1935 wurde Christel Rupke von der Stadt Solingen mit einem Ehrenpreis ausgezeichnet und durfte sich als erste in das Goldene Buch der Stadt eintragen. 1954 wurde sie als erste Frau mit der Ehrennadel des Westdeutschen Schwimmverbandes ausgezeichnet. 18 Jahre lang gab sie Schwimmunterricht für Solinger Schulen im Bad an der Sauerbreystraße.